# 후쿠마정
후쿠마정(福間町)은 후쿠오카현 무나카타군에 있던 정이다.
후쿠오카현 북서부 무나카타 지방에 위치하며, 후쿠오카시와 기타큐슈시의 중간 지점에 있다. 후쿠오카 도시권의 베드타운으로 최근 인구가 증가하는 추세다. 후쿠오카 도시권・기타큐슈 도시권에 속해 자연이 풍부하고 관광자원이 풍부하다.
2005년 1월 24일 무나카타군 쓰야자키정과 합병해 후쿠쓰시가 성립하여 소멸하였다.

## 지리
후쿠오카현의 북서부에 위치하며 후쿠오카시, 기타큐슈시의 두 정령 지정 도시의 거의 중간에 위치한다. 경제·문화적으로 후쿠오카시·기타큐슈시·무나카타시·고가시와의 연결이 강해 기타큐슈 도시권, 후쿠오카 도시권에 속한다.
동부에서 남부에 걸쳐서는 허히산·혼기산·이이모리산 등에, 북서부는 현계탄에 둘러싸여 있다.특히 해안은 현해 국정 공원으로도 지정되어 있어 관광 자원이 풍부하다.또한 후쿠마 해안은 윈드 서핑, 바디 보드 등 해양 스포츠가 성행하고 있으며 후쿠오카 현에서도 손꼽히는 곳이다.
후쿠마역 북부와 히가시후쿠마역 주변은 일찍부터 택지 개발이 진행되어 후쿠오카 도시권의 베드타운으로 발전하고 있다.

## 역사
- 1889년 4월 1일 - 정촌제 시행에 의해 시모사이고촌, 가미사이고촌, 진고촌이 성립하였다.
- 1909년 4월 1일 - 시모사이고촌이 정으로 승격해 후쿠마정이 되었다.
- 1954년 4월 1일 - 후쿠마정, 가미사이고촌, 진고촌이 합병해 후쿠마정이 성립하였다.
- 2005년 1월 24일 - 쓰야자키정과 합병해 후쿠쓰시가 성립해, 후쿠마정은 소멸하였다.

## 교통

### 철도
- 규슈 여객철도 가고시마 본선
- 서일본 철도 니시테쓰 가이즈카선

### 도로
- 국도 3호선
- 국도 495호선

## 참고문헌
- 『市町村名変遷辞典』東京堂出版、1990年。